# Pjotr Zajev
Pjotr Zajev, född 26 juli 1953 i Lipetsk, död 29 november 2014 i Lipetsk,  var en sovjetisk boxare som tog OS-silver i tungviktsboxning 1980 i Moskva. I finalen förlorade han med 1-4 mot Teófilo Stevenson som vann sitt tredje raka OS-guld.